# Euglypta boudanti
Euglypta boudanti är en skalbaggsart som beskrevs av Arnaud 1992. Euglypta boudanti ingår i släktet Euglypta och familjen Cetoniidae. Inga underarter finns listade i Catalogue of Life.